# Tabloid (film)
Pour plus de détails, voir Fiche technique et Distribution.
Tabloid est un film documentaire américain réalisé par Errol Morris, sorti en 2010.

## Synopsis
Ce documentaire traite de l'affaire Joyce McKinney, une ancienne Miss Wyoming, qui fut accusée, en Angleterre en 1977, d'avoir enlevé et violé Kirk Anderson, un missionnaire mormon américain. Cette affaire devint un sujet majeur pour les tabloïds britanniques et déclencha une bataille entre le Daily Mirror et le Daily Express.

## Fiche technique
- Titre français : Tabloid
- Réalisation : Errol Morris
- Pays d'origine : États-Unis
- Format : Couleurs - 35 mm - Dolby
- Genre : documentaire
- Durée : 87 minutes
- Date de sortie : 3 septembre 2010  États-Unis, Septembre 2010  Canada, 11 novembre 2011  Royaume-Uni